# 埃里克·施米特 (政治人物)
埃里克·斯蒂芬·施密特 （1975年6月20日—）是一名美国律师和政治家，现任密苏里州的联邦参议员。2019年-2023年担任密苏里州第43任总检察长。
在乔·拜登赢得2020年美國總統選舉而唐納·川普拒绝认输后，施密特与其他共和党人一起声称有欺诈行为，并支持提起诉讼以使2020年的选举结果无效。2022年，施密特成功竞选联邦参议员，并在与民主党人特鲁迪·布什·瓦伦丁的竞争中获胜。